# Aphaenogaster kurdica
Aphaenogaster kurdica é uma espécie de inseto do gênero Aphaenogaster, pertencente à família Formicidae.